# Maaka (córka Talmaja)
Maaka (Maacha) (XI/X wiek p.n.e.) – córka Talmaja, króla Geszur, jedna z żon Dawida, króla Izraela. 
Dawid poślubił Maakę w czasie, gdy panował w Hebronie, czyli przypuszczalnie między 1010 p.n.e. a 1003 p.n.e. Należy podkreślić, że chronologia rządów Dawida, a co za tym idzie data ślubu z Maaką, pozostają dyskusyjne.
Maaka z Dawidem miała syna Absaloma i córkę Tamar. 
Więcej informacji na temat Maaki źródła biblijne nie przekazały.